# 超萉
超萉是一种非常大的多环芳香烃，化学式为C96H30。它可以视作由三个稠合的六苯并蒄组成。
它可以视为三个围绕中心对称排列的六苯并蒄的重叠结构。自2004年以来，超萉被稱為分子电子学的构建块，因為它是自組柱和納米管的組分。

## 出现
它目前未在自然中發現。

## 性質

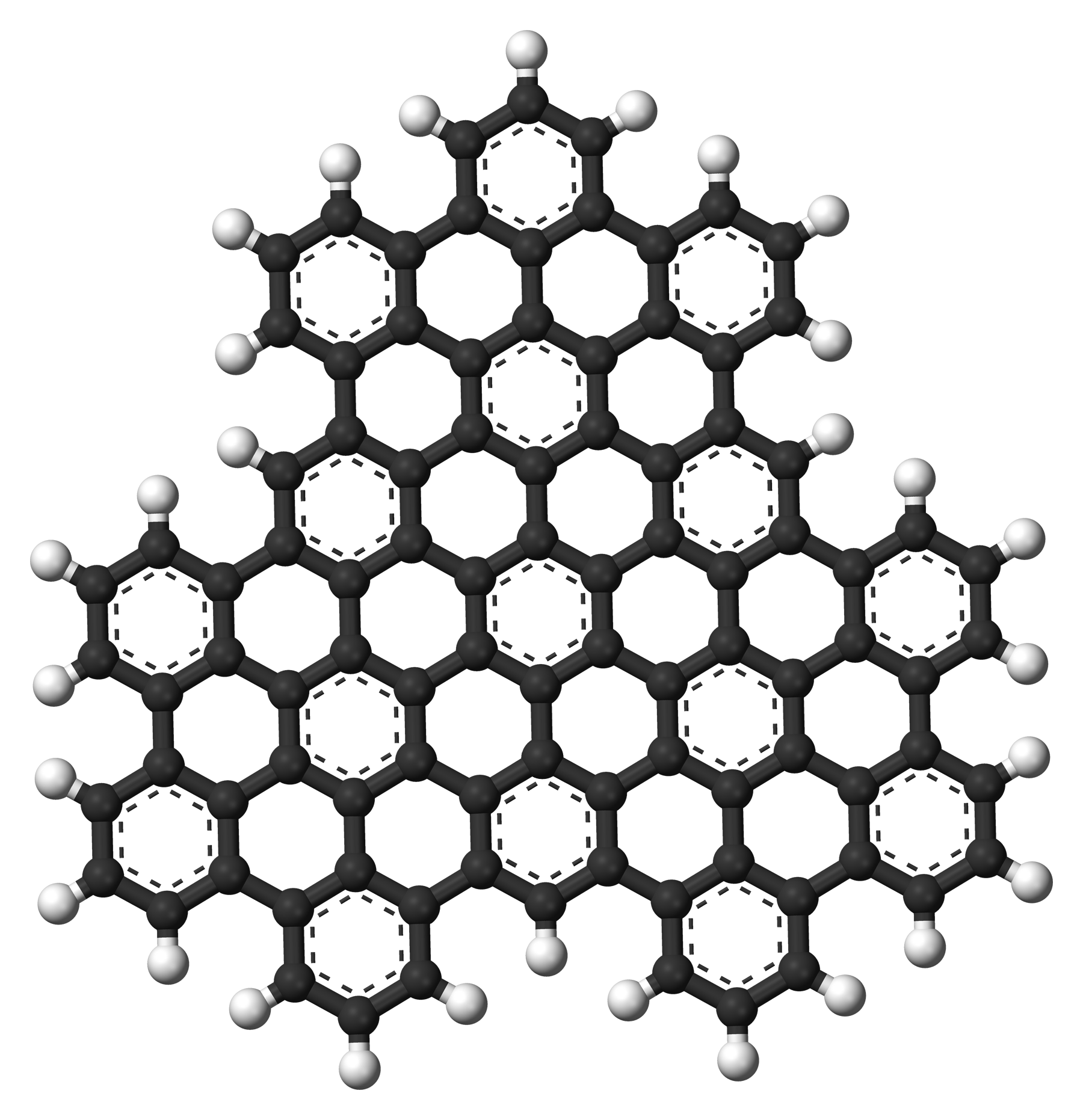
超萉的平面几何形状

超萉具有平面几何形状。它具有540,000个中介边界结构，遠多於六苯并蒄（250）、超萘（16,100）和巴克明斯特富勒烯（12,500）。该分子具有垂直于分子的三重对称轴（C3）。